# Ileana Predescu

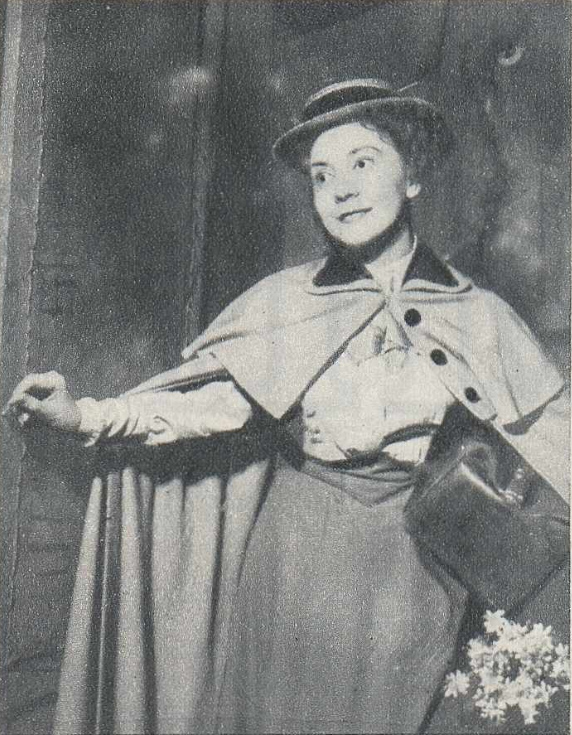
Ileana Predescu într-o scenă din piesa Învățătoarea (1957)

Ileana Predescu (n. 24 iunie 1927, București – d. 12 decembrie 1996, București) a fost o actriță română de teatru și film.

## Biografie
A jucat timp de patru decenii la Teatrul Bulandra în numeroase roluri, precum Regina din „Hamlet” de Shakespeare, în 1985, regia Alexandru Tocilescu. A debutat în „Pădurea” de A. O. Ostrovski (12 mai 1951), avându-i ca parteneri pe Lucia Sturdza Bulandra, Emil Botta, Jules Cazaban, Ștefan Ciubotărașu, Octavian Cotescu. A putut fi văzută și pe scena Teatrului Nottara în „Scaunele”, de Eugen Ionescu în 1965, având rolul Bătrânei și Constantin Rauțchi în rolul eroului principal. A rămas cunoscută prin rolurile interpretate în piesele „Cum vă place”, „Leonce și Lena”, „Menajeria de sticlă”, „Cezar și Cleopatra”, „Hamlet”, „Profesiunea doamnei Warren”, „Arsenic și dantelă veche” sau „Woyzeck”.
Ileana Predescu a fost căsătorită cu regizorul George Rafael (1920 - 1984). 

## Teatru

### Teatru radiofonic
În ordine cronologică:
- Ovidiu (1956) de Vasile Alecsandri, regia artistică Mihai Zirra
- Cum vă place (1962) de William Shakespeare, regia artistică Liviu Ciulei și Elena Negreanu
- Rochia (1967) de Romulus Vulpescu, regia artistică Dan Puican
- Un apel telefonic (1967) de Lucille Fletcher, regia artistică Constantin Moruzan
- Mașina infernală (1967) de Jean Cocteau, regia artistică Dan Puican
- Amorul unui subaltern (1970) de  Teodor Mazilu, regia artistică David Esrig
- Orfeu în infern (Fugitive Kind, 1980) de Tennessee Williams, regia artistică Cornel Dalu
- Lovitura (1981) de Tristan Bernard, regia artistică Cristian Munteanu
- Intrusul (1981) de Marin Preda, regia artistică Cristian Munteanu
- Verișoara Bette (1982) de Honoré de Balzac, regia artistică Constantin Dinischiotu
- Hercule pe muntele Oeta (1985) de Seneca, regia artistică Titel Constantinescu
- La Pontul Euxin (1987) de Mihail Davidoglu, regia artistică Constantin Dinischiotu
- Britannicus (1987) de Jean Racine, regia artistică Elena Negreanu
- Lotte la Weimar (serial, 1988) de Thomas Mann, regia artistică Cristian Munteanu
- Ciocârlia (1988) de Jean Anouilh, regia artistică Cristian Munteanu
- Tristan (1989) de Thomas Mann, regia artistică Cristian Munteanu
- Menajeria de sticlă (1990) de Tennessee Williams, regia artistică Constantin Dinischiotu
- Vară și fum (1991) de Tennessee Williams, regia artistică Titel Constantinescu
- Tango  (1991) de Sławomir Mrożek, regia artistică Dan Puican

## Filmografie
- Regizorul (1968) - ea însăși
- Agentul din Cahors (film TV, 1969) - Claire Lannes. Regia Petre Sava Băleanu
- Singur printre prieteni (1979)
- Iată femeia pe care o iubesc (1981) - doamna cu dubla personalitate: doamna Nicolaide (proprietara întreprinderilor Vitex) de luni pana sâmbătă la prânz și de sâmbătă de la prânz pana luni pretinde a fi regina Ecaterina a II-a a Rusiei.
- Surorile (1984) - Eleonora Gorăscu, sora nebună a Catincăi
- Încrederea (1986) - vecina de palier
- De joi până duminica (film TV, 1986)
- Anotimpul iubirii (1987)
- Există joi? (1988) - Mama Inei
- Flori de gheață (1989) - Mama Savu
- Cei care plătesc cu viața (1989) - doamna Sinești
- Trandafirul și coroana (film TV, 1991) - Mătușa Peck
- Neînțelegerea (film TV, 1991)
- Cel mai iubit dintre pămînteni (1993) - mama lui Victor Petrini
- Codin și Chira Chiralina (1993)
- În fiecare zi e noapte (1995) - bunica
- Straniul paradis (1995)
- Un înger pe Planeta Cinema - Ileana Predescu (film TV, 1997) - ea însăși

## Distincții
- Medalia Muncii (9 iunie 1954) „pentru merite deosebite în domeniul artei teatrale”[3]
- Ordinul Muncii clasa a III-a (25 decembrie 1957) „cu prilejul împlinirii a zece ani de activitate a Teatrului Municipal din București, pentru merite deosebite în activitatea artistică”[4]
- titlul de Artist Emerit al Republicii Populare Romîne (18 august 1964) „pentru merite deosebite în activitatea desfășurată în domeniul teatrului, muzicii, artelor plastice și cinematografiei”[5]
- Ordinul Meritul Cultural clasa a IV-a (6 noiembrie 1967) „pentru merite deosebite în domeniul artei dramatice”[6]